# PC-Aero Elektra One
Die Elektra One ist das erste elektrisch betriebene Ultraleichtflugzeug in Deutschland und wurde von der bayerischen Firma PC-Aero entwickelt. Der Erstflug war am 23. März 2011 am Flugplatz Augsburg und dauerte 30 Minuten. Entwickelt wurde das Elektroflugzeug von Calin Gologan, vormals Entwicklungs- und Zulassungsingenieur bei Grob Aerospace, Testpilot war Norbert Lorenzen. Der interne Erstflug wurde von Jon Karkow durchgeführt. Beim Jungfernflug wurden eine Flughöhe von 500 m bei einer Steigrate von 2 m/s erreicht und 3 kWh verbraucht.
Es ist geplant, noch eine zwei- und eine viersitzige Variante zu entwickeln.
Die Firma will das Flugzeug zusammen mit einem Solarhangar vermarkten, der mit 20 m² Photovoltaik-Zellen ausgestattet ist und so ca. 300 emissionsfreie Flugstunden pro Jahr ermöglichen soll.

## Versionen

### Elektra One Solar
Nach der Elektra One wurde im Sommer 2012 die Elektra One Solar auf der Ausstellung ILA 2012 vorgestellt, welche gegenüber ihrer Vorläuferin eine Reichweite von bis zu 1000 Kilometer haben soll.
Anfängliche technische Probleme führten zu einer Notwasserung in der Lagune von Venedig mit Pilot Norbert Lorenzen.
2017 entstand die Dokumentation „Die Elektroflieger“ von Arno Trümper.
Am 25. Juni 2015 überquerte Testpilot Klaus Plasa mit der Elektra One Solar als erstes elektromotorgetriebenes Flugzeug erfolgreich die Alpen von Unterwössen aus nach Süden. Im Juli 2015 erfolgte eine zweite Alpenüberquerung (dieses Mal mit Norbert Lorenzen) im Rahmen eines 3D-Luftbildprojektes des Deutschen Zentrums für Luft- und Raumfahrt (DLR).
Eine Dokumentation über das Projekt „Elektra One Solar von den ersten Anfängen bis zur Alpenüberquerung“ wurde am 22. Januar 2016 auf dem Fernsehsender Arte ausgestrahlt.

### Elektra Two
Zudem wurde auch die zweisitzige Elektra Two entwickelt, bei der angegeben wird, dass die Reichweite in der Standard-Ausgabe auf über 2000 und in der Record-Ausgabe auf über 3000 Kilometer erhöht wurde.

## Technische Daten
| Kenngröße                      | Daten                                                             |
| ------------------------------ | ----------------------------------------------------------------- |
| Besatzung                      | 1                                                                 |
| Spannweite                     | 8,6 m                                                             |
| Flügelfläche                   | 6,4 m²                                                            |
| Leermasse (max. Batteriemasse) | 100 kg (ohne Batterien) 100 kg                                    |
| Nutzlast                       | 100 kg                                                            |
| max. Startmasse                | 300 kg                                                            |
| Reichweite                     | 400–500 km                                                        |
| max. Flugdauer                 | 3 Std.                                                            |
| Triebwerke Leistung Masse      | Elektromotor HPD13.5 (Hersteller:FLYTEC AG, Schweiz) 16 kW 4,7 kg |